# Edirne (tartomány)
Edirne tartomány közigazgatási egység Törökország északnyugati, európai részén, Kelet-Trákiában, a görög határ mentén. Székhelye Edirne városa, melyet Adrianòpolis néven ismertek az ókorban.

## Földrajz
Szomszédai északon a bolgár Haszkovo és Jambol megyék, északkeleten a török Kırklareli tartomány, délkeleten Tekirdağ tartomány, délen az Égei-tenger, nyugaton pedig a  görögországi Évrosz regionális egység.
Nyugati határa a Marica folyó.

## Körzetei
A tartománynak kilenc körzete van:
| Edirne tartomány körzeteinek térképe | - Edirne - Enez - Havsa - İpsala - Keşan - Lalapaşa - Meriç - Süloğlu - Uzunköprü |